# Alfred Wäger
Alfred Wäger (Bamberga, 17 agosto 1883 – Baden-Baden, 9 luglio 1956) è stato un generale tedesco della Wehrmacht durante la seconda guerra mondiale.

## Biografia
Alfred Wäger era figlio di un uomo d'affari. Frequentò il liceo ella sua città natale e nel 1901 entrò cme sottufficiale del 19º reggimento di fanteria "Vittorio Emanuele III d'Italia" dell'esercito bavarese. Nel 1903 venne promosso tenente e nel 1907 venne trasferito a Germersheim al 17º reggimento di fanteria "Orff". Dal 1913 Wäger venne inviato all'Accademia di guerra che dovette interrompere prematuramente a causa dello scoppio della prima guerra mondiale.
Con la mobilitazione, Wäger si unì alla 5ª brigata di fanteria come aiutante in seconda, prendendo parte ai combattimenti in Lorena e in Francia. Nel 1915 venne promosso capitano e nominato primo aiutante. Nel 1916 venne impiegato come ufficiale di stato maggiore nella 6ª divisione di fanteria. Nel 1917 venne assegnato al ministero della guerra e concluse il conflitto con l'assegnazione delle due classi della croce di ferro, dell'ordine al merito militare bavarese di IV classe e della croce di cavaliere di II classe dell'Ordine di Alberto.
Dopo la fine della guerra rimase a Monaco di Baviera come impiegato presso il Ministero degli affari militari e lavorò nello Stato maggiore con Franz Halder e Friedrich Dollmann nel dipartimento dell'esercito di Leeb. Dopo lo scioglimento dell'esercito, Wäger venne accettato nel Reichswehr e impiegato nel IV gruppo d'armate, entrando successivamente nel comando del VII gruppo. Promosso maggiore il 1º aprile 1923, lo stesso anno giunse a Berlino presso il ministero della difesa nazionale. Qui Wäger venne impiegato nel dipartimento dei trasporti dell'esercito (T 7). Nel 1929 venne promosso tenente colonnello e continuò a prestare servizio come comandante del 1º battaglione del 19º reggimento di fanteria (bavarese). Nel 1931 Wäger entrò nella 7ª divisione (bavarese) come capo di stato maggiore e venne promosso colonnello, mentre nel 1934 raggiunse il grado di maggiore generale. Con la formazione della 10ª divisione di fanteria, Wäger assunse il comando della grande unità a Ratisbona il 15 ottobre 1935 e venne promosso tenente generale nel 1936. Nel 1938 venne nominato generale di fanteria ed impiegato nell'Alto Reno come responsabile della sicurezza del confine con la Francia.
Dopo l'inizio della seconda guerra mondiale, fu per breve tempo comandante generale della XXV. Armeekorps. Dal 6 novembre 1939 al 23 dicembre 1941 comandò il XXVII. Armeekorps dell'esercito ad ovest. Il 31 maggio 1940, le truppe da lui guidate presero la città di Lilla. In riconoscimento del coraggio dei difensori della città, guidati dal generale Jean-Baptiste Molinié, Wäger concesse loro un'ultima parata sulla Grand Place il giorno successivo, prima che divenissero tutti prigionieri tedeschi. Quando Hitler giunse a Cambrai il 2 giugno e venne a sapere del fatto, andò su tutte le furie. Tale gesto, compiuto da Wäger a Lilla, fu un unicum durante la seconda guerra mondiale ed è vividamente ricordato ancora oggi in città.
Successivamente, comandò per alcuni giorni nel gennaio del 1942, il XXXIV Armeekorps e venne impegnato nel fronte orientale, venendo poi trasferito in riserva dall'agosto del 1942.
Wäger si stabilì a Baden-Baden e negli ultimi giorni della guerra riuscì a consegnare la città senza combattere ai francesi in avanzata. Un ponte sull'Oos gli è stato intitolato nel 1995.